# Château de Celle
Le château de Celle (Schloß Celle) est un château allemand situé dans la ville de Celle en Basse-Saxe. Ce fut l'une des résidences de la maison de Brunswick-Lunebourg. Aujourd'hui, il peut être visité comme un musée.

## Historique

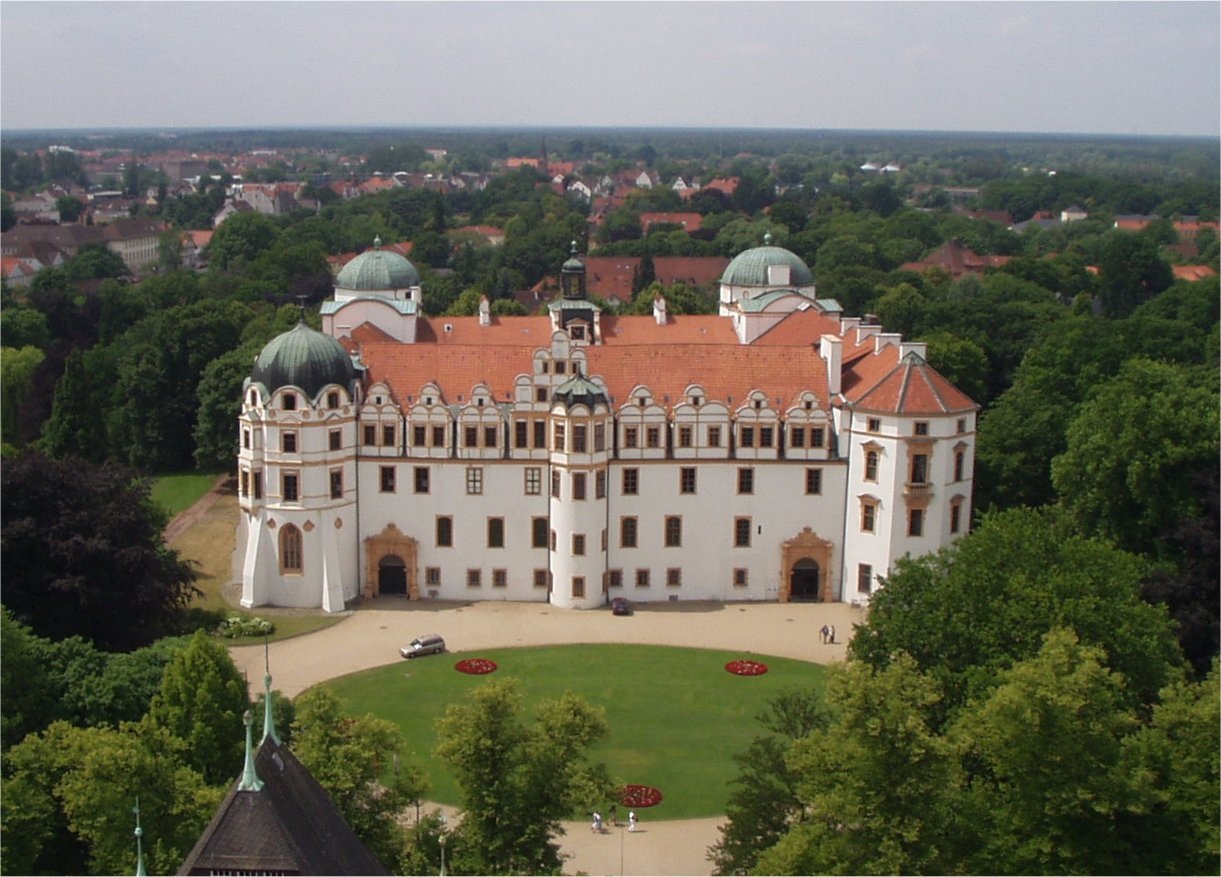
Vue du château et de son parc

Il y avait au début un petit château fort s'apparentant à un Wasserburg entouré de murailles qui surveillait la rivière Aller. Il avait été construit vers 980 par un comte saxon de la famille des Brunons (à l'origine des seigneurs de Brunswick). Othon II le Sévère (1266-1330) l'agrandit et fait construire des tours en 1292. On peut encore remarquer des vestiges de cette époque sous le théâtre du château actuel. C'est en 1315 que le Castrum Calle est mentionné dans les documents. Les ducs de Brunswick-Lunebourg transportent leur résidence à Celle en 1378, plutôt qu'à Lunebourg à cause de la guerre de succession. Ils procèdent à une meilleure fortification du château qui est agrandi encore entre 1471 et 1478 par Frédéric le Pieux avec une nouvelle chapelle, consacrée en 1485.
Ernest le Confesseur fait entièrement aménager le château en style Renaissance à partir de 1530, tandis que certains bastions et murailles sont démolis. Le château est alors typique de son époque, en quatre corps de bâtiment autour d'une cour rectangulaire, avec des tours d'angle caractéristiques du style renaissance de la Weser. Le duc Georges-Guillaume de Brunswick-Lunebourg le transforme en résidence princière de son époque, avec les façades actuelles lui rappelant les palais vénitiens de ses séjours d'autrefois. Les nouveaux pignons entourant la toiture lui donnent un cachet caractéristique. Le théâtre et la décoration intérieure baroque datent de son règne. Le duc y habitait avec sa femme Éléonore Desmier d'Olbreuse, huguenote originaire du Poitou.
À la mort du duc en 1705, c'est la fin du régime absolu. La principauté de Lunebourg et la principauté de Calenberg passent à son neveu et gendre Georges Ier, successivement duc de Brunswick-Lunebourg, électeur de Brunswick-Lunebourg et enfin roi de Grande-Bretagne. Sous la maison de Hanovre, qui résidait à Londres et à Hanovre, le château perdit son importance en tant que résidence et donc sa signification politique et devint qu'une résidence royale parmi d'autres, utilisé la plupart du temps comme siège d'un gouverneur de province.
La reine bannie du Danemark, Caroline-Mathilde, née princesse de Hanovre, y demeure de 1772 à sa mort en 1775, avec sa dame d'honneur, la comtesse de Plessen. Le château sert occasionnellement de résidence d'été à la famille royale de Hanovre pendant le XIXe siècle et Georg Ludwig Friedrich Laves y apporte quelques modifications intérieures en 1839-1840.

## Aujourd'hui

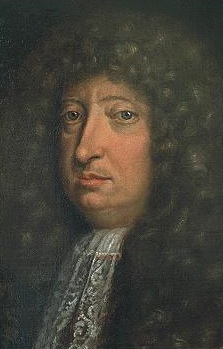
Portrait de Georges-Guillaume de Brunswick-Lunebourg

Le château comporte des salles de périodes et de styles différents. Ainsi la chapelle, transformée à l'époque de la Réforme protestante, garde son aspect Renaissance, tandis que des salles d'apparat aménagées sous Georges-Guillaume sont en style baroque. La grande salle gothique sert aujourd'hui de salle d'exposition et l'aile est abrite le musée Bomann, consacré à l'histoire du royaume de Hanovre. Le musée du château possède d'importantes collections de portraits de famille, de meubles, d'objets en or et en argent.

## Le théâtre
Le Schlosstheater Celle, ou théâtre du château de Celle, est un exemple rare de théâtre baroque préservé. Il a été construit entre 1670 et 1675 par le duc Georges-Guillaume, prince de Lunebourg, et amateur d'opéras à l'italienne depuis son séjour à Venise, avec une salle en plan en fer à cheval à l'italienne. Une seconde galerie a été ajoutée au XVIIIe siècle par Caroline-Mathilde. Il a une capacité de 330 places et était réservé à la petite cour de Celle et ses invités, et évidemment non-public. Le public n'a pu y accéder qu'au XIXe siècle, jusqu'à sa fermeture en 1890. Il a été entièrement restauré en 1935 et rouvert. Il y a une autre petite salle (Malersaal) de quarante places à côté. Une troupe y joue des pièces classiques et contemporaines régulièrement, et des concerts de musique baroque et classique y sont donnés.

## Le parc

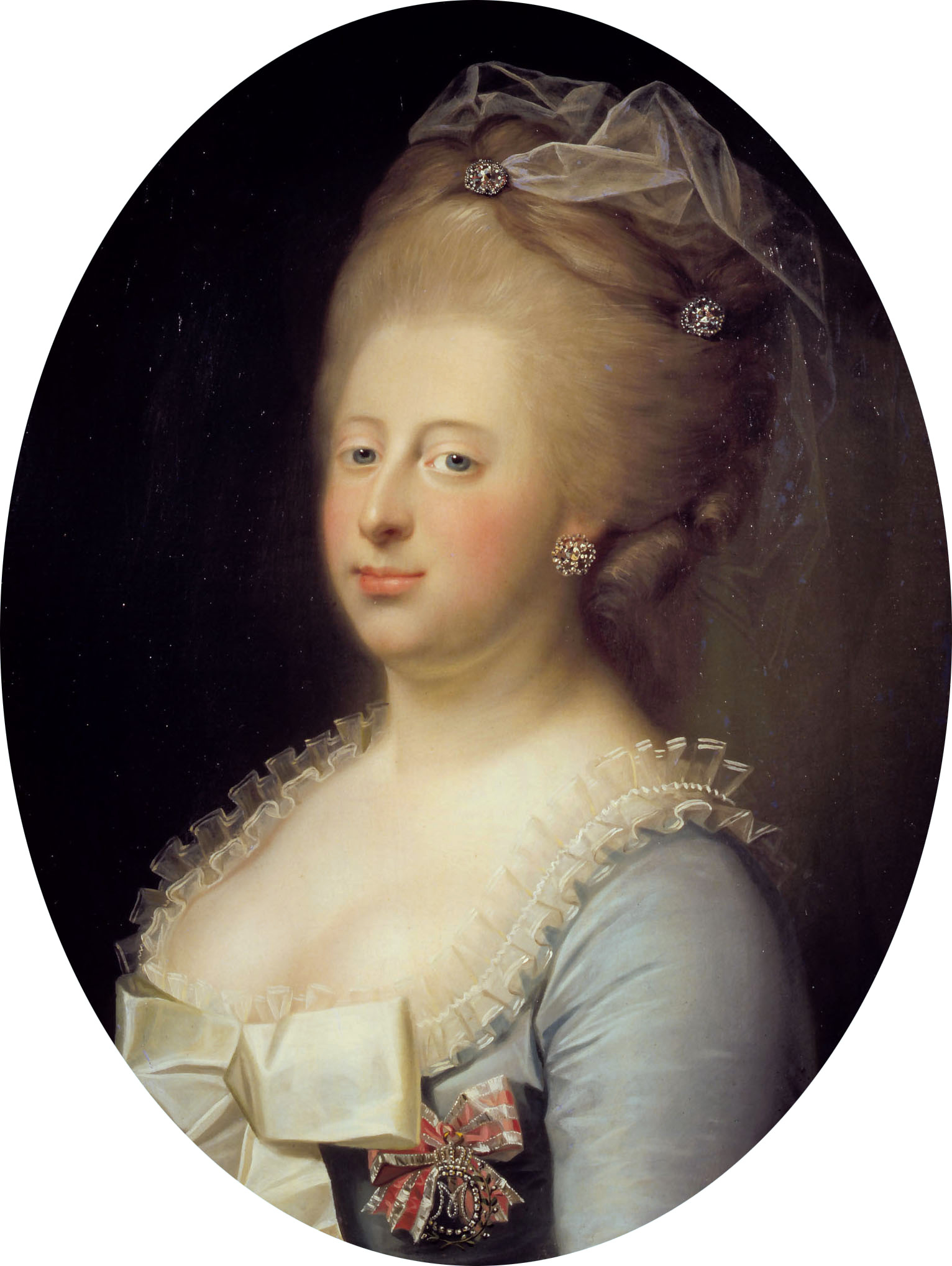
Portrait de la reine Caroline-Mathilde

Les derniers bastions et vestiges de murailles ont été démolis entre 1785 et 1802 et en 1826, le parc est étendu jusqu'aux berges dont les défenses sont elles aussi détruites. Un parc paysager romantique est peu à peu aménagé. Une partie est lotie en 1900. Il mesure aujourd'hui 7 hectares. Au-delà des remparts, Georges-Guillaume fait dessiner le Jardin français en style baroque à la fin du XVIIe siècle. Il a été transformé en parc à l'anglaise plus tard, mais certaines structures et allées baroques subsistent aujourd'hui. Un groupe sculptural d'Ulrich Conrad (1984) a été érigé dans le parc, intitulé L'Etalon Wohlklang en dressage liberty, qui fait référence aux parades annuelles d'étalons du haras national de Celle fin septembre et début octobre.

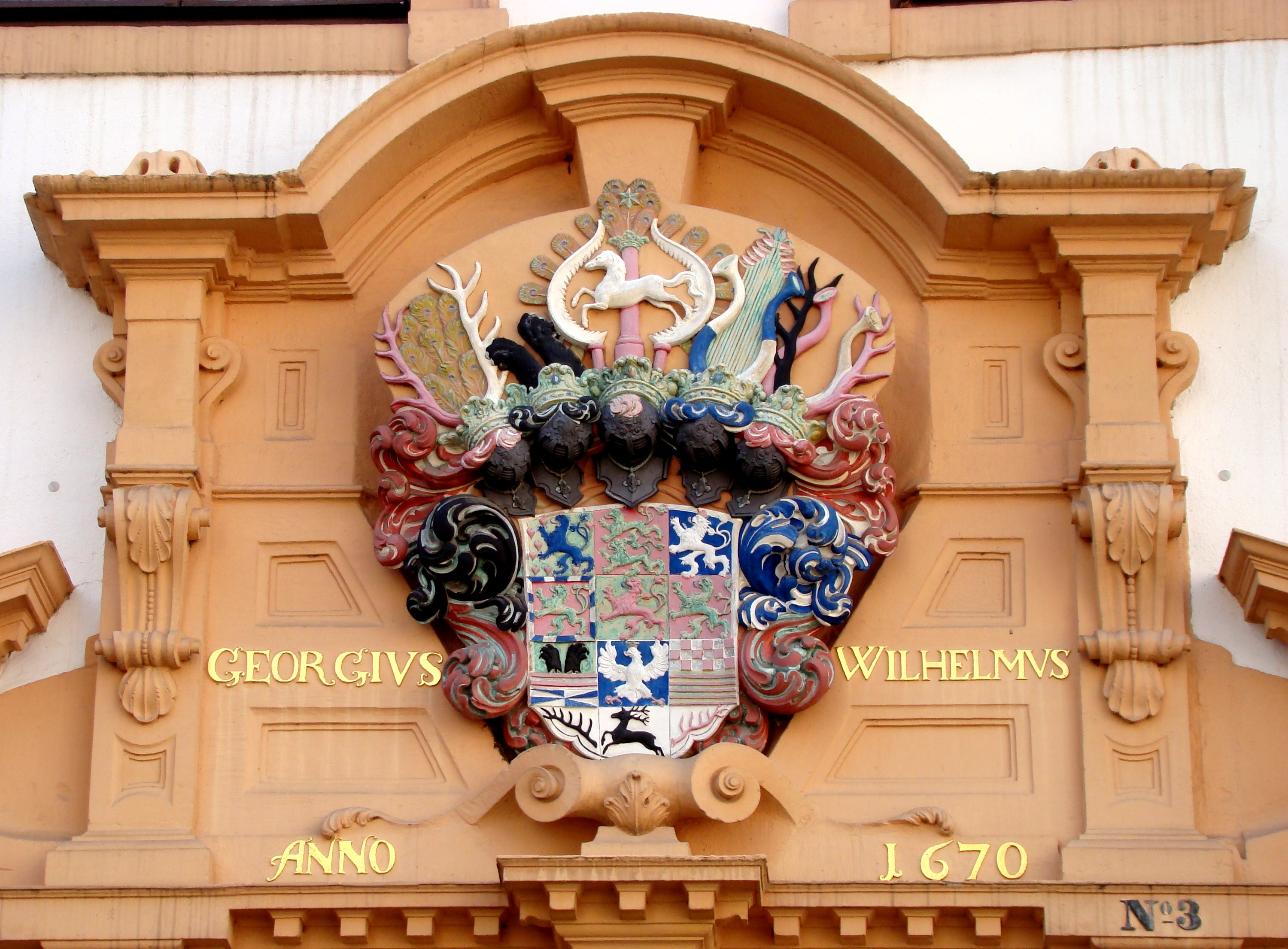
Armoiries de Georges-Guillaume dans la cour intérieure
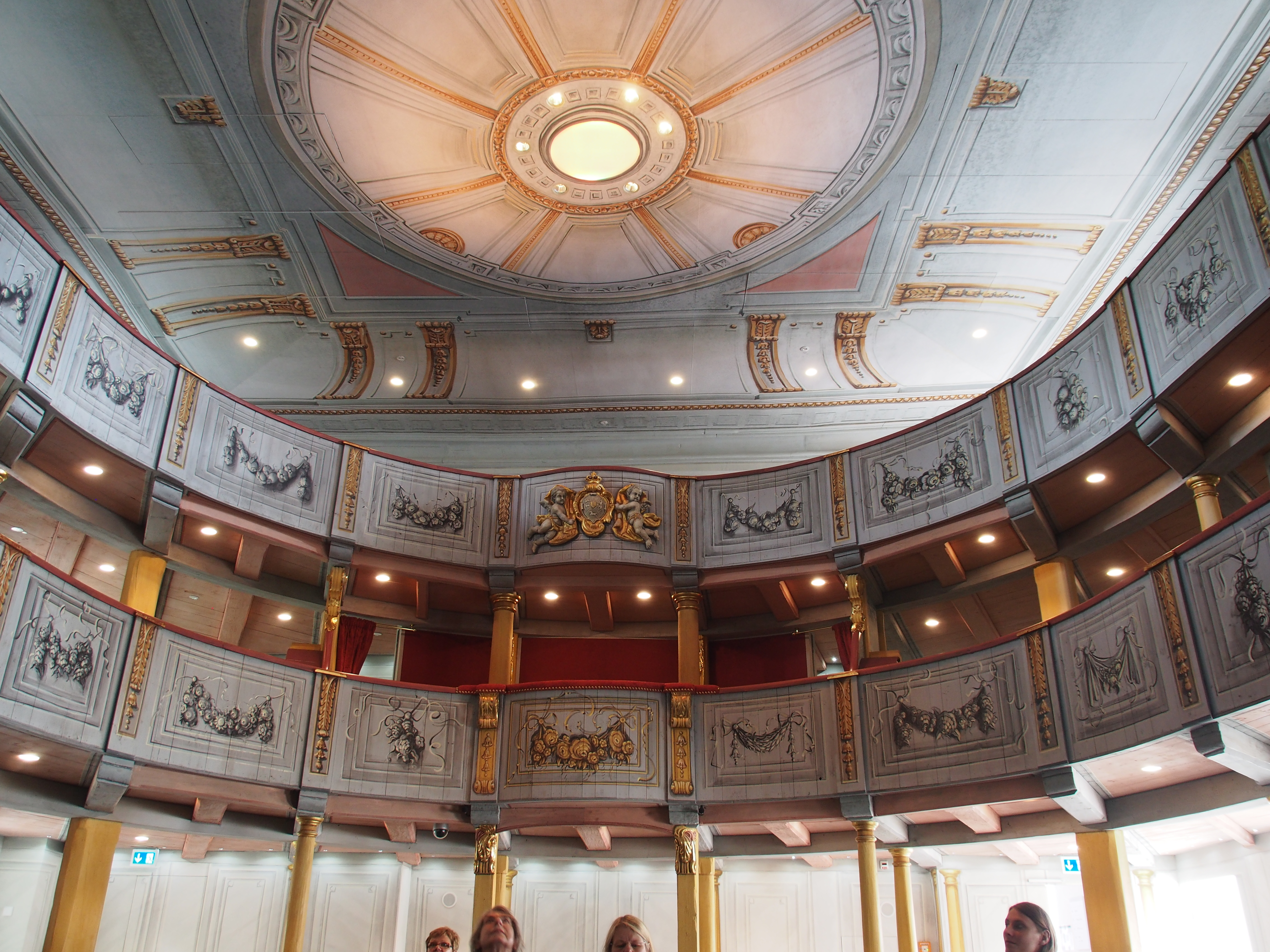
Le théâtre
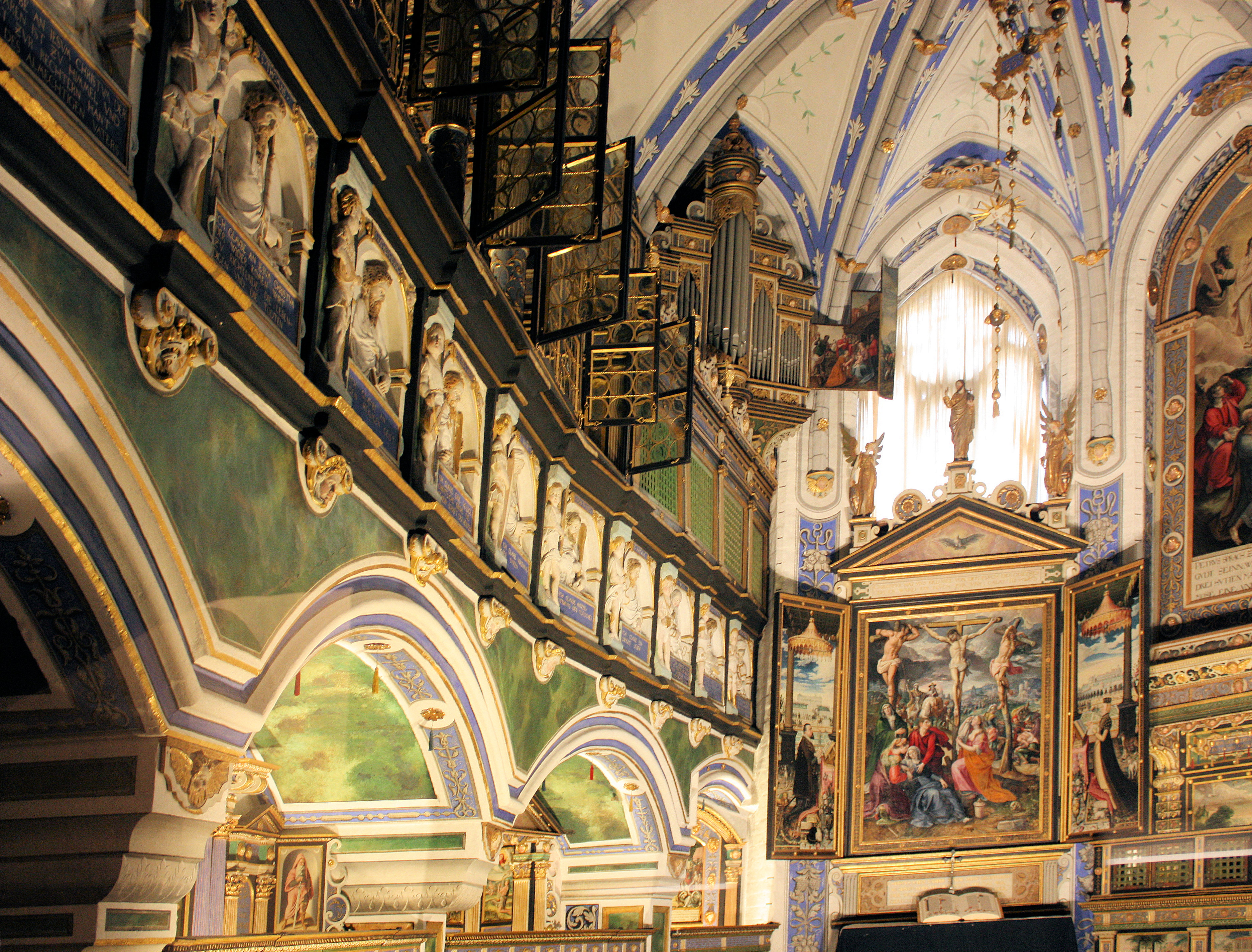
La chapelle
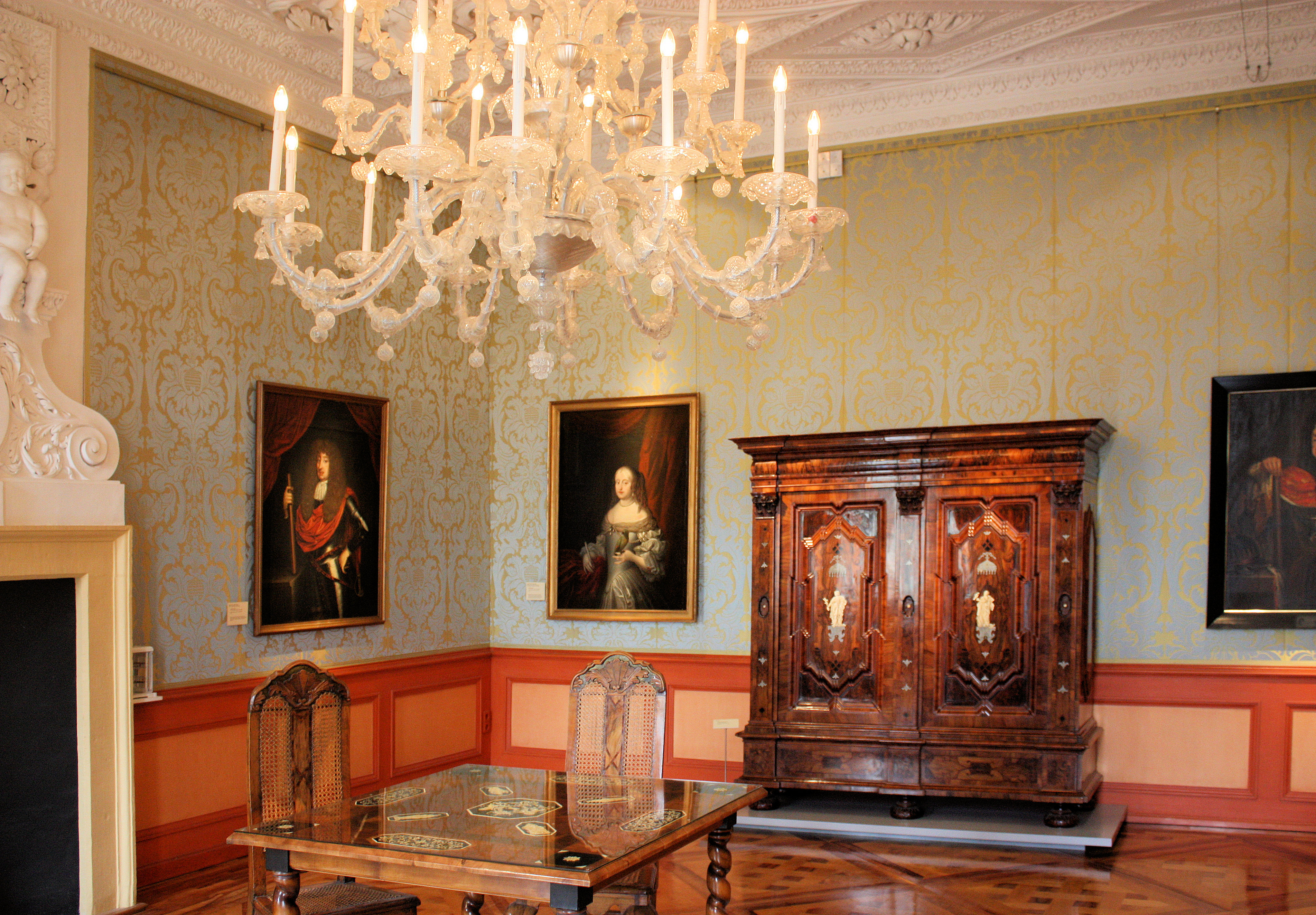
Un salon
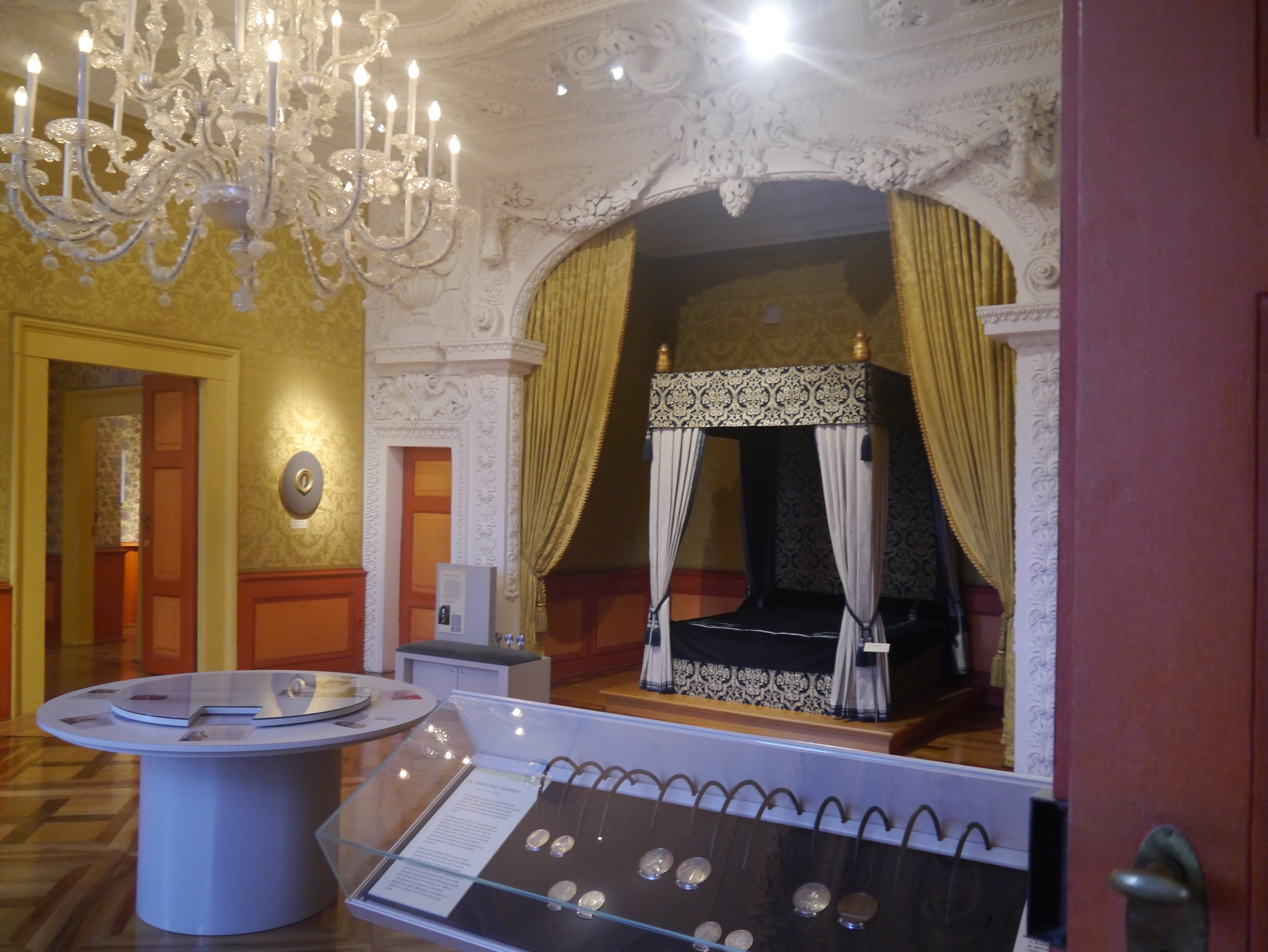
Lit de parade du duc
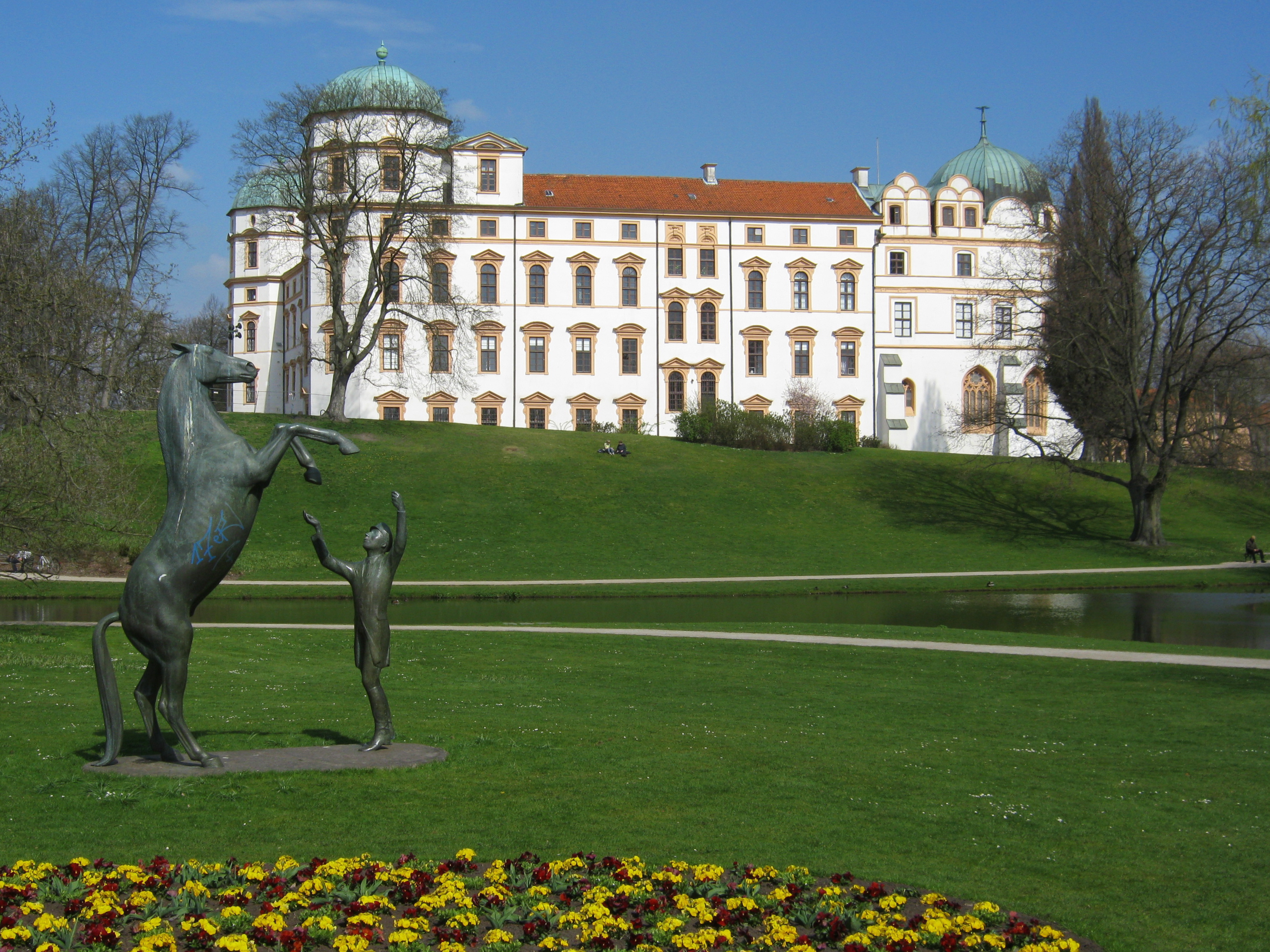
Le parc avec une statue de 1984 : Etalon en dressage libre